# The Arrow (estação de rádio)
The Arrow foi uma estação de rádio digital britânica que tocava rock clássico e contemporâneo. Era transmitida pela DAB Digital Radio (em Londres), e também via TV digital por satélite e online. A estação era operada pela Global; antes da formação da Global, era propriedade da Chrysalis Radio.

## Mudanças e Realocações
Lançado em julho de 2001, a The Arrow tinha locutores, e programas apresentados por DJs (embora, geralmente, com programas gravados em vez de ao vivo). Também haviam boletins de notícias de hora em hora. Posteriormente, os apresentadores de boletins de notícias e os programas foram retirados da programação, que passou a tocar com música ininterrupta.
Em maio de 2008, a The Arrow cessou a transmissão na plataforma de rádio digital DRG, de Londres. Uma parte do espaço utilizado pela The Arrow, junto com um slot menor que foi usado anteriormente pelo Smash Hits Radio, da Bauer Group, foi reutilizado para lançar a Q Radio, uma emissora de música alternativa e rock de propriedade de Bauer.
A The Arrow foi removida do canal 921, da Virgin Media, em 21 de junho de 2009, e do canal 0161, da Sky, em 22 de junho de 2009.
Em fevereiro de 2009, a The Arrow foi removida do serviço DAB regional Switch Scotland, e substituída pela Gold.
Em Yorkshire, a The Arrow foi movida do multiplex DAB regional para multiplexes locais; a mudança era para dar lugar à XFM London.
Em fevereiro de 2010, a The Arrow foi removida do multiplex MXR Severn Estuary. Embora as rádios DAB, dentro do alcance desse multiplex, ainda transmitissem a The Arrow como a estação recebida, na verdade era a XFM que transmitia naquele canal.
Em novembro de 2010, a The Arrow voltou a Londres, na DRG London, substituindo a Galaxy Digital, que passou a ser transmitida pela 95.8 Capital FM, dando origem a Capital FM Network. A mudança entrou em vigor em janeiro de 2011. A The Arrow foi escolhida para substituir o Galaxy, pois era a única estação de rádio global ainda não disponível no DAB em Londres. Em East Midlands, onde as estações da Hit Music Network se tornaram Capital FM Network. A Galaxy foi substituída pela Heart London (esta foi pareada com a Gem 106, substituindo a Heart East Midlands).
Em dezembro de 2010, a Bauer Radio removeu o serviço de música da Global. A Gold (que competia com a estação Magic, da própria Bauer), de seus multiplexes locais em Lancashire, Humberside, Leeds, Liverpool, South Yorkshire, Teesside e Tyne and Wear, foi substituida pela estação Absolute Classic Rock, após assinar um novo contrato com a Absolute Radio. A Global retaliou a plataforma retirando a The Arrow dos três multiplexes Bauer em que era transmitida - Bauer Humberside, Bauer Leeds e Bauer South Yorkshire -, e da MXR North East e MXR North West, substituindo-a em todos esses locais pela Gold. Isso permitiu que a cobertura do Gold continuasse em todas essas áreas, embora tenha criado uma sobreposição em Manchester (onde o Gold estaria disponível tanto na CE Manchester quanto na MXR North West ). Essa sobreposição continuou até o fim do serviço MXR, em 2013. A mudança também afetou o serviço DAB do The Arrow, disponível apenas em Londres.
Muitas dessas mudanças surgiram como parte da reorganização de ativos digitais da Global, após a aquisição da GCap Media. A Global também fez alterações na distribuição e disponibilidade de outras estações de seu portfólio, incluindo a Galaxy, a Heart, a Chill, a XFM e a Gold.
Em 22 de abril de 2014, a Real Radio (País de Gales), foi retirada da TV digital por satélite, devido à integração iminente (prevista para 6 de maio) das estações Real na rede Heart (com a Heart London já sendo fornecido no satélite). A transmissão via satélite, que ocupava o canal 0146, da Sky, foi substituída por uma retransmissão de The Arrow, retornando à transmissão via satélite nacional após quase cinco anos afastada. Após o lançamento de Smooth Extra, no canal 0146, a transmissão de The Arrow para DAB, em Londres e online, voltou a ser como antes.
Após a mudança para um serviço automatizado, os intervalos de publicidade na The Arrow cessaram, retornando no final de 2016.
Por fim, a The Arrow fechou, em 1 de setembro de 2019. A última música tocada foi "End of the line", dos Traveling Wilburys .
Em fevereiro de 2023, três anos e meio após o fechamento de The Arrow, a Global reintroduziu um formato de rock clássico semelhante, com a estação Radio X Classic Rock, como um irmã DAB+ de Radio X.

## Propriedade
Em 25 de junho de 2007, foi anunciado que The Arrow, assim como suas estações irmãs Heart, LBC e Galaxy, seriam vendidas por £ 170 milhões para a Global Radio, da Chrysalis Radio.